# Петров, Сергей Владимирович (футболист)
Серге́й Влади́мирович Петро́в (укр. Сергій Володимирович Петров; род. 21 мая 1997, Евпатория, АР Крым) — украинский футболист, нападающий.

## Игровая карьера
Футболом начинал заниматься во Владимире-Волынском в академии «БРВ-ВИК», за команду которой выступал в ДЮФЛ с 2011 по 2013 года. Будучи игроком этого коллектива, вызывался наставником юношеской сборной Украины Олегом Кузнецовым на учебно-тренировочный сбор для подготовки к Мемориалу Банникова. В начале 2014 года Петров продолжил обучение в футбольной школе луцкой «Волыни» и уже через несколько месяцев начал играть в юношеской команде клуба Премьер-лиги. В течение этого года сыграл за юношескую, а позже — и молодёжную команду 28 игр, в которых забил два гола. В середине года в одном из послематчевых интервью наставник основного состава «волынян» Виталий Кварцяный назвал Петрова «очень интересным футболистом» и сказал, что лишь травма помешала ему дебютировать в тот день в его команде, а в последующем интервью сравнил его со Златаном Ибрагимовичем.
Осенью 2014 года Петров проходил сборы в Турции с основным составом «Волыни», после чего весной 2015 в первом матче после возобновления чемпионата вышел на матч Премьер-лиги против «Днепра» в стартовом составе. В дебютном матче 198-сантиметровый форвард сумел выиграть 8 из 15 единоборств вверху и 10 из 21 в атаке и, по мнению обозревателя портала football.ua, помимо старательности ничем не запомнился. После этой игры Петров возвратился в молодёжную и юношескую команды, где до конца сезона успел отличиться 7 раз забитыми голами. Лишь дважды в этот период нападающий участвовал в матчах Премьер-лиги, выходя оба раза на поле перед самым финальным свистком. В следующем сезоне также выступал преимущественно в молодёжном и юношеском первенствах, 8 раз появившись на поле в составе основной команды.
В сезоне 2016/17 стал основным игроком «Волыни», по итогам сезона став лучшим бомбардиром клуба с 4 голами. Тем не менее, это не помогло команде удержаться в Премьер-лиге. В следующем году провёл 5 матчей за волынян в Первой лиге, а в сентябре 2017 года подписал контракт с кропивницкой «Звездой». Дебютировал за команду 30 сентября 2017 года, на 80-й минуте выездного матча против «Александрии» заменив Ишема Эль-Амдауи.
В сентябре 2018 года стал игроком ФК «Львов», который вышел в Премьер-лигу. В декабре 2018 года разорвал контракт и покинул клуб.